# Alice Vera Cruz
Maria Alice Rodrigues Vera Cruz de Carvalho (1955) é uma jurista são-tomense, que exerceu o cargo de Presidente do Supremo Tribunal de Justiça de São Tomé e Príncipe, a qual integra desde 2001.
Cruz foi educada no Brasil, onde foi aluna de Gilmar Mendes, ministro do Supremo Tribunal Federal. Ela exerceu a advocacia no Brasil e em Portugal.
Cruz foi eleita presidente do Supremo Tribunal de Justiça de São Tomé e Príncipe em maio de 2011, fazendo dela a primeira mulher a ocupar o cargo. Em janeiro de 2003, Cruz mediou de forma bem-sucedida um acordo entre a primeira-ministra Maria das Neves e o presidente Fradique de Menezes, iniciado após Menezes dissolver a Assembleia Nacional.
A 21 de novembro de 2008, Cruz foi uma das signatárias da Declaração que constituiu a Conferência das Jurisdições Constitucionais dos Países de Língua Portuguesa (CJCPLP).

## Nota
- Este artigo foi inicialmente traduzido, total ou parcialmente, do artigo da Wikipédia em inglês cujo título é «Alice Vera Cruz», especificamente desta versão.